# Dress (Lied)
Dress (englisch für „Kleid“) ist ein Song der US-amerikanischen Popsängerin Taylor Swift. Das Stück erschien als zwölfter Track auf Swifts sechstem Studioalbum Reputation am 10. November 2017. Während der Reputation Stadium Tour sang Swift den Song live.

## Entstehung und Mitwirkende
Die Aufnahme von Dress fand im Rough Customer Studio in Brooklyn Heights, die Abmischung in den Mixstar Studio in Virginia Beach und das Mastering in den Studios von Sterling Sound in New York statt.
Mitwirkende
- Songwriting – Taylor Swift, Jack Antonoff
- Produktion – Jack Antonoff, Taylor Swift
- Abmischung – John Hanes, Serban Ghenea
- Gesang – Taylor Swift
- Instrumente, Programmierung  – Jack Antonoff
- Engineering – Laura Sisk
- Mastering – Randy Merrill[2]

## Inhalt
Dress gliedert sich folgendermaßen: Verse 1 – Pre-Chorus – Chorus – Verse 2 – Pre-Chorus – Chorus – Bridge – Chorus – Outro. Der Song handelt 
von einer Liebesbeziehung. In dem Refrain äußert das lyrische Ich, dass keine enge Freundschaft, sondern eine Liebesbeziehung haben wolle. Denn sie habe ihr Kleid nur gekauft, damit ihr Partner es ihr ausziehe.

„Say my name and everything just stops

I don’t want you like a best friend

Only bought this dress so you could take it off

Take if off, ha, ha, ha-ah

Carve your name into my bedpost

’Cause I don’t want you like a best friend

Only bought this dress so you could take it off

Take it off, ha, ha, ha-ah“